# Lijst van spoorlijnen in België
Hieronder een lijst van passagierspoorlijnen in België. Sommige voormalige passagierslijnen, die nu alleen maar voor goederen in bedrijf blijven, zijn hier ook vermeld. Zie Lijst van goederenspoorlijnen in België voor een volledige lijst van de Belgische lijnen waar nu alleen goederen worden vervoerd.

## Nummering
In België zijn alle spoorlijnen genummerd en die lijnnummers worden ook algemeen gebruikt. De meeste lijnnummers zijn in de loop der jaren gelijk gebleven. Met het opbreken van lijnen en de bouw van nieuwe lijnen, is de nummering voor sommige lijnen of baanvakken veranderd. Voor de eenduidigheid binnen Wiki worden de huidige lijnnummers gebruikt. Voor de opgebroken spoorlijnen worden de lijnnummers van de onderstaande netkaart van 1932 gebruikt. Deze nummering stemt maar gedeeltelijk overeen met de nummering van de spoorboeken uit die tijd. (voor de historische lijnnummers en lijnen: zie netkaart 1933)

### Buurtspoorwegen
De nummerreeks van 250 tot 599 werd gebruikt voor buurtspoorweglijnen in het spoorboek. Echter worden sommige van die nummers ook gebruikt voor goederenspoorlijnen, die natuurlijk in geen (passagier)spoorboek worden vermeld.

## Huidige spoorlijnen
| Lijnnummer | Traject                                                        | Opening             | Treinserie                                                              | Opmerkingen |  |
| ---------- | -------------------------------------------------------------- | ------------------- | ----------------------------------------------------------------------- | --- |  |
| 0          | Noord-Zuidverbinding (Brussel-Noord – Brussel-Zuid)            | 1952                | Internationaal verkeer: ICE & Eurostar; Nationaal verkeer: S, IC, L & P | Geen vrachtverkeer tenzij om onderhoud van de spoorinfrastructuur zelf |  |
| 1          | Hsl Brussel – Franse grens (Rijsel – Parijs)                   | 1996 en 1997        | Eurostar en TGV                                                         | Alleen hst-verkeer |  |
| 2          | Hsl Leuven – Ans                                               | 2002                | IC, ICE & Eurostar                                                      | |  |
| 3          | Hsl Luik-Guillemins – Duitse grens (Aken)                      | 2009                | ICE en Eurostar                                                         | Alleen hst-verkeer |  |
| 4          | Hsl Antwerpen-Centraal – Nederlandse grens (Breda – Amsterdam) | 2009                | Internationaal: Eurostar en IC Nationaal: P                             | |  |
| 11         | Y Schijn - Noordland (Haven van Antwerpen)                     | 1995                |                                                                         | Alleen goederenverkeer (Montzenroute) |  |
| 12         | Antwerpen-Centraal – Essen – Nederlandse grens (Roosendaal)    |                     | IC, L en P                                                              | Personen- en vrachtverkeer naar Nederland. Vrachtverkeer naar Antwerpen-Haven, tijdens shiftwissels ook personenverkeer. Ten zuiden van Antwerpen-Luchtbal alleen lege personentreinen van en naar Antwerpen-Schijnpoort rangeer- kuis- en herstelemplacement. |  |
| 13         | Kontich-Lint – Lier                                            | 1855                | IC                                                                      | |  |
| 15         | Antwerpen-Berchem – Mol – Hasselt                              | 1855 en 1925        | IC, L en P                                                              | Veel goederenverkeer naar Limburg, Duitsland en Nederland. (Montzenroute) |  |
| 16         | Lier – Aarschot                                                | 1864                | IC, L en P                                                              | |  |
| 16A        | Lier – Antwerpen                                               | in aanbouw          |                                                                         | Tweede havenontsluiting |  |
| 19         | Mol – Neerpelt – Nederlandse grens (Weert)                     | 1879                | IC en P                                                                 | |  |
| 20         | Hasselt – Lanaken – Nederlandse grens (Maastricht)             |                     |                                                                         | Niet meer verbonden met het Belgische net. Ook de overblijvende verbinding met Nederland (goederen) is gesloten |  |
| 21         | Landen – Hasselt                                               | 1839 en 1847        | IC en P                                                                 | |  |
| 21A        | Hasselt – Genk                                                 | 1874                | IC en P                                                                 | |  |
| 21D        | Y Boksbergheide – Genk                                         | 1979                | IC en P                                                                 | |  |
| 24         | Tongeren – Duitse grens – Aachen West                          | 1917                |                                                                         | Alleen goederenverkeer (Montzenroute). Tussen Wezet en Montzen ook omleidingsroute in geval van calamiteiten (bv. overstromingen) op lijn 37. |  |
| 25         | Brussel-Noord – (Antwerpen) Y Luchtbal                         | 1835, 1836 en 2007  | Internationaal: Eurostar; Nationaal: IC, S1 en P                        | |  |
| 25N        | Mechelen – Schaarbeek                                          | 2012                | IC                                                                      | |  |
| 26         | Halle – Vilvoorde                                              | 1926, 1928 en 1930  | S-trein en P                                                            | Oostelijke ringspoor van Brussel. |  |
| 27         | Brussel-Noord – Antwerpen-Centraal                             | 1908, 1930 en 1934  | S1                                                                      | Veel goederenverkeer |  |
| 27A        | Y Liersesteenweg – bundel Rhodesië                             | 1924 en 1965        | P                                                                       | Veel goederenverkeer (Montzenroute) |  |
| 27B        | Mechelen-Nekkerspoel – Muizen                                  | 1907                | L                                                                       | Regelmatig goederenverkeer |  |
| 28         | Schaarbeek – Brussel-Zuid                                      | 1871                | L en P                                                                  | Westelijke ringspoor van Brussel |  |
| 29         | Herentals – Turnhout                                           | 1855                | IC                                                                      | |  |
| 34         | Hasselt – Luik-Guillemins                                      | Tussen 1856 en 1877 | IC, L en P                                                              | Regelmatig goederenverkeer (Montzenroute) |  |
| 35         | Leuven – Aarschot – Hasselt                                    |                     | IC, L                                                                   | Regelmatig goederenverkeer (Montzenroute) |  |
| 35/1       | Y Hasselt Noord – Y Hasselt West                               |                     |                                                                         | Verbindingspoor |  |
| 35/2       | Bocht van Leuven                                               |                     |                                                                         | Verbindingspoor |  |
| 36         | Brussel-Noord – Luik-Guillemins                                |                     | IC, Eurostar, ICE, S, P                                                 | |  |
| 36C        | Y Zaventem – Brussels Airport-Zaventem - Y Machelen-Noord      |                     | Beneluxtrein, IC                                                        | Diaboloproject |  |
| 36C/1      | Y Nossegem - Y Luchthaven                                      |                     |                                                                         | Diaboloproject |  |
| 36C/2      | Y Brucargo - Y Machelen-Zuid – Y Keelbeek-Noord                |                     |                                                                         | Diaboloproject |  |
| 36N        | Schaarbeek – Leuven                                            |                     |                                                                         | |  |
| 37         | Luik-Guillemins – Welkenraedt – Aken in Duitsland              |                     |                                                                         | |  |
| 39         | Welkenraedt – Montzen                                          |                     |                                                                         | alleen goederenvervoer |  |
| 40         | Y Val Benoît – Wezet – Maastricht                              |                     |                                                                         | |  |
| 42         | Rivage – Gouvy                                                 |                     |                                                                         | |  |
| 43         | Angleur – Marloie                                              |                     |                                                                         | |  |
| 44         | Pepinster – Spa-Géronstère                                     |                     |                                                                         | |  |
| 49         | Welkenraedt – Eupen                                            |                     |                                                                         | |  |
| 50         | Brussel-Noord – Gent-Sint-Pieters                              |                     |                                                                         | |  |
| 50A        | Oostende – Brussel-Zuid                                        |                     |                                                                         | |  |
| 50C        | Brussel Zuid – Denderleeuw                                     |                     |                                                                         | zuidelijke verdubbeling van 50A |  |
| 51         | Brugge – Blankenberge                                          |                     |                                                                         | |  |
| 51A        | (Brugge) Y Blauwe Toren – Zeebrugge-Strand                     |                     |                                                                         | |  |
| 51A/1      | Zeebrugge-Vorming – Zeebrugge-Dorp                             |                     |                                                                         | |  |
| 51B        | (Brugge) Y Dudzele – Knokke                                    |                     |                                                                         | |  |
| 51B/1      | (Brugge) Y Ter Doest – (Brugge) Y Boudewijnkanaal              |                     |                                                                         | |  |
| 52         | Antwerpen-Zuid – Puurs                                         |                     |                                                                         | |  |
| 52         | Puurs – Dendermonde                                            |                     |                                                                         | in gebruik als toeristische lijn |  |
| 53         | Schellebelle – Leuven                                          |                     | IC, L, P                                                                | |  |
| 53/1       | Y Holsbeek – Y Dijlebrug                                       |                     |                                                                         | Verbindingspoor |  |
| 54         | Y Heike – Sint-Niklaas                                         |                     |                                                                         | |  |
| 55         | Wondelgem – Zelzate – Terneuzen in Nederland                   |                     |                                                                         | alleen goederenvervoer |  |
| 57         | Dendermonde – Lokeren                                          |                     |                                                                         | |  |
| 58         | Maldegem – Eeklo                                               |                     |                                                                         | in gebruik als toeristische lijn |  |
| 58         | Y Oost-Ledeberg (Gent) – Eeklo                                 |                     |                                                                         | |  |
| 59         | Y Oost-Berchem (Antwerpen) – Gent-Dampoort                     |                     |                                                                         | |  |
| 60         | Jette – Dendermonde                                            |                     |                                                                         | |  |
| 66         | Brugge – Kortrijk                                              |                     | IC, P, ICT                                                              | |  |
| 69         | Kortrijk – Poperinge                                           |                     | IC, P                                                                   | |  |
| 73         | De Panne – Deinze                                              |                     | IC, P, ICT                                                              | |  |
| 75         | Gent-Sint-Pieters – Moeskroen – Rijsel in Frankrijk            |                     | IC, L, P, ICT                                                           | |  |
| 75A        | Moeskroen – Doornik                                            |                     |                                                                         | |  |
| 78         | Saint-Ghislain – Doornik                                       |                     |                                                                         | |  |
| 82         | Aalst – Burst                                                  |                     | P                                                                       | alleen spitstreinen |  |
| 86         | Ronse – De Pinte                                               |                     | S51                                                                     | |  |
| 89         | Kortrijk – Denderleeuw                                         | 1868                | S3, IC, P                                                               | |  |
| 90         | Denderleeuw – Jurbeke                                          |                     |                                                                         | |  |
| 94         | Halle – Froyennes – Rijsel-Flandres in Frankrijk               |                     |                                                                         | |  |
| 96         | Brussel-Zuid – Quévy – Hautmont in Frankrijk                   |                     |                                                                         | |  |
| 97         | Bergen – Quiévrain – ex Valenciennes in Frankrijk              |                     |                                                                         | |  |
| 108        | Y Mariemont – Erquelinnes                                      |                     |                                                                         | |  |
| 112        | La Louvière-Zuid – Marchienne-au-Pont                          |                     |                                                                         | |  |
| 115        | Eigenbrakel – Roosbeek                                         |                     |                                                                         | |  |
| 116        | Manage – Y La Paix                                             |                     |                                                                         | |  |
| 117        | Luttre – 's-Gravenbrakel                                       |                     |                                                                         | |  |
| 118        | Y Saint-Vaast – Bergen                                         |                     |                                                                         | |  |
| 122        | Melle – Geraardsbergen                                         |                     | S52                                                                     | |  |
| 123        | Geraardsbergen – Edingen                                       |                     | S6, S5                                                                  | |  |
| 124        | Charleroi-Centraal – Brussel-Zuid                              |                     | IC, P, ICT, S1, S9, S62                                                 | |  |
| 125        | Namen – Luik-Guillemins                                        |                     |                                                                         | |  |
| 125A       | Y Val-Benoît – Flémalle-Haute                                  |                     |                                                                         | |  |
| 125B       | Y Garde-Dieu – Kinkempois                                      |                     |                                                                         | |  |
| 130        | Namen – Charleroi-Centraal                                     |                     |                                                                         | |  |
| 130A       | Charleroi-Centraal – Erquelinnes – Jeumont in Frankrijk        |                     | S63, S64, IC                                                            | personenvervoer, alleen tussen Charleroi en Erquelinnes; internationaal vrachtvervoer als gedeelte van Vrachtcorridor RFC2 North Sea – Mediterranean. 1× per 2 uur als S63 van en naar Maubeuge                                                                |  |
| 132        | Couvin – Charleroi-Centraal                                    |                     | S64                                                                     | |  |
| 134        | Mariembourg – Couvin                                           |                     | S64, P                                                                  | Sommige stations op deze lijn worden enkel door P-treinen bediend |  |
| 139        | Leuven – Ottignies                                             |                     |                                                                         | |  |
| 140        | Ottignies – Charleroi-Centraal                                 |                     |                                                                         | |  |
| 141        | Manage – Court-Saint-Étienne                                   |                     |                                                                         | |  |
| 144        | Gembloers – Jemeppe-sur-Sambre                                 |                     |                                                                         | |  |
| 154        | Namen – Dinant (– Heer-Agimont)                                |                     |                                                                         | Onderdeel van de Athus-Maaslijn (gedeelte tussen Namen en aftakking Y Neffe bij Dinant) |  |
| 155        | Marbehan – Lamorteau – Montmédy in Frankrijk                   |                     |                                                                         | |  |
| 161        | Brussel-Noord – Namen                                          |                     |                                                                         | |  |
| 161D       | Ottignies – Louvain-la-Neuve                                   |                     |                                                                         | |  |
| 162        | Namen – Aarlen – Kleinbettingen in Luxemburg                   |                     |                                                                         | |  |
| 165        | Libramont – Athus – Rodange in Luxemburg                       |                     |                                                                         | Onderdeel van de Athus-Maaslijn (gedeelte tussen Bertrix en Luxemburgse grens) |  |
| 166        | Dinant – Bertrix                                               |                     |                                                                         | Onderdeel van de Athus-Maaslijn |  |
| 167        | Aarlen – Athus – Mont-Saint-Martin in Frankrijk                |                     |                                                                         | |  |

## Netkaarten

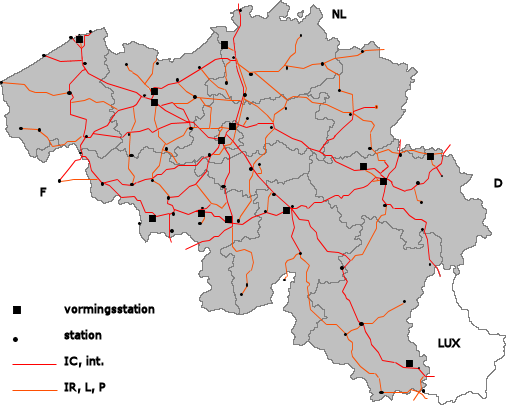
Belgische spoorlijnen in 2005.

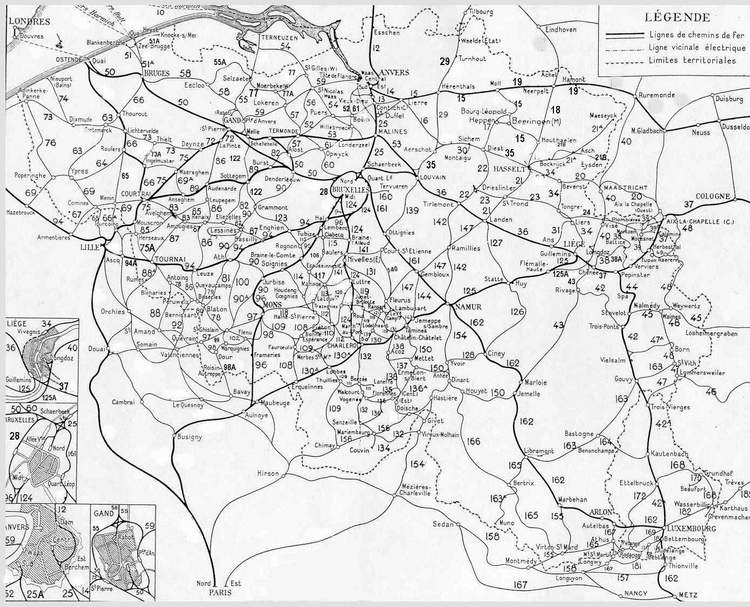
Belgische spoorlijnen in 1932. Nummering lijnen vrijwel geheel volgens bovenstaande tabellen

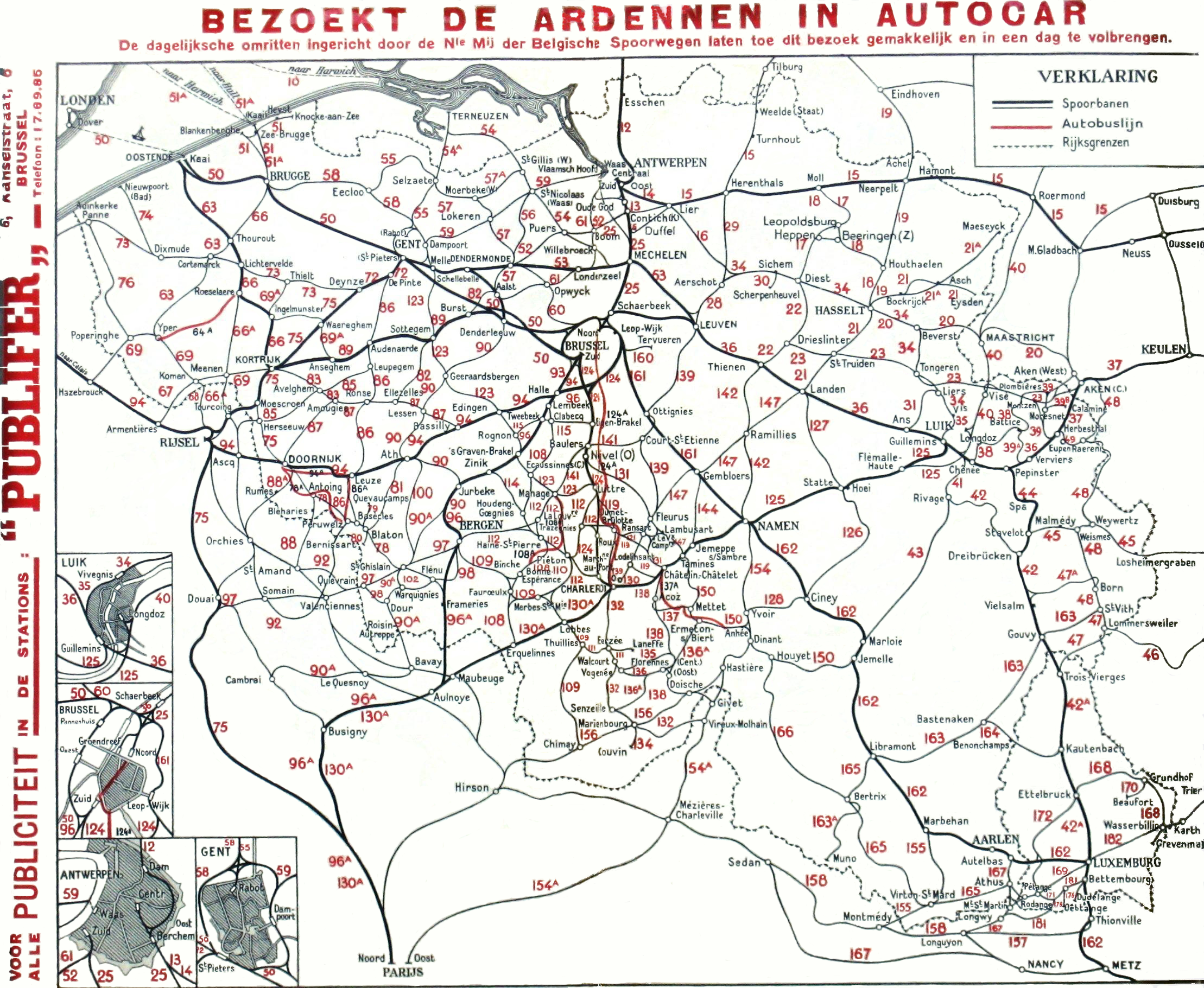
Belgische spoorlijnen in de zomer 1933. Sommige spoorlijnen hebben hier afwijkende nummers

## Kaarten per provincie
Zie gedetailleerde kaarten van provincies inclusief buurtspoorwegen: Kaarten

De blauwe lijnnummers stemmen overeen met gebruikte lijnnummers in het artikel. () zijn historische lijnnummers.